# 斉藤新緑
斉藤 新緑（さいとう しんりょく、1956年〈昭和31年〉10月1日 - ）は、福井県出身の日本の政治家。元福井県議会議員（6期）。地方議会議員として議員歴30年以上のキャリアを持ち、三国町議会議員を経て6期務めた福井県議会議員では副議長や議長など要職を歴任し、自由民主党福井県支部連合会（自民党福井県連）においても、幹事長や会長代行など執行部内の役職を務めた。
新型コロナウイルス感染症の流行に際して「ワクチンは殺人兵器」「コロナ禍は世界を闇から操るディープステイトが計画したもの」「バイデンはこの世にいない」「9・11のテロはCG」「菅も麻生も逮捕された。今、表に出ているのはゴムマスクやクローンだ」など陰謀論集団「Qアノン」と似た主張をしたことから、政権与党である自民党県連ナンバー2の発言として大きな話題となった。
報道後の2023年4月の県議選に、自民党公認候補として出馬したが落選した。

## 来歴

### 生い立ち
1956年（昭和31年）10月1日に生まれ、福井県立福井商業高等学校を卒業した。

### 政治家として

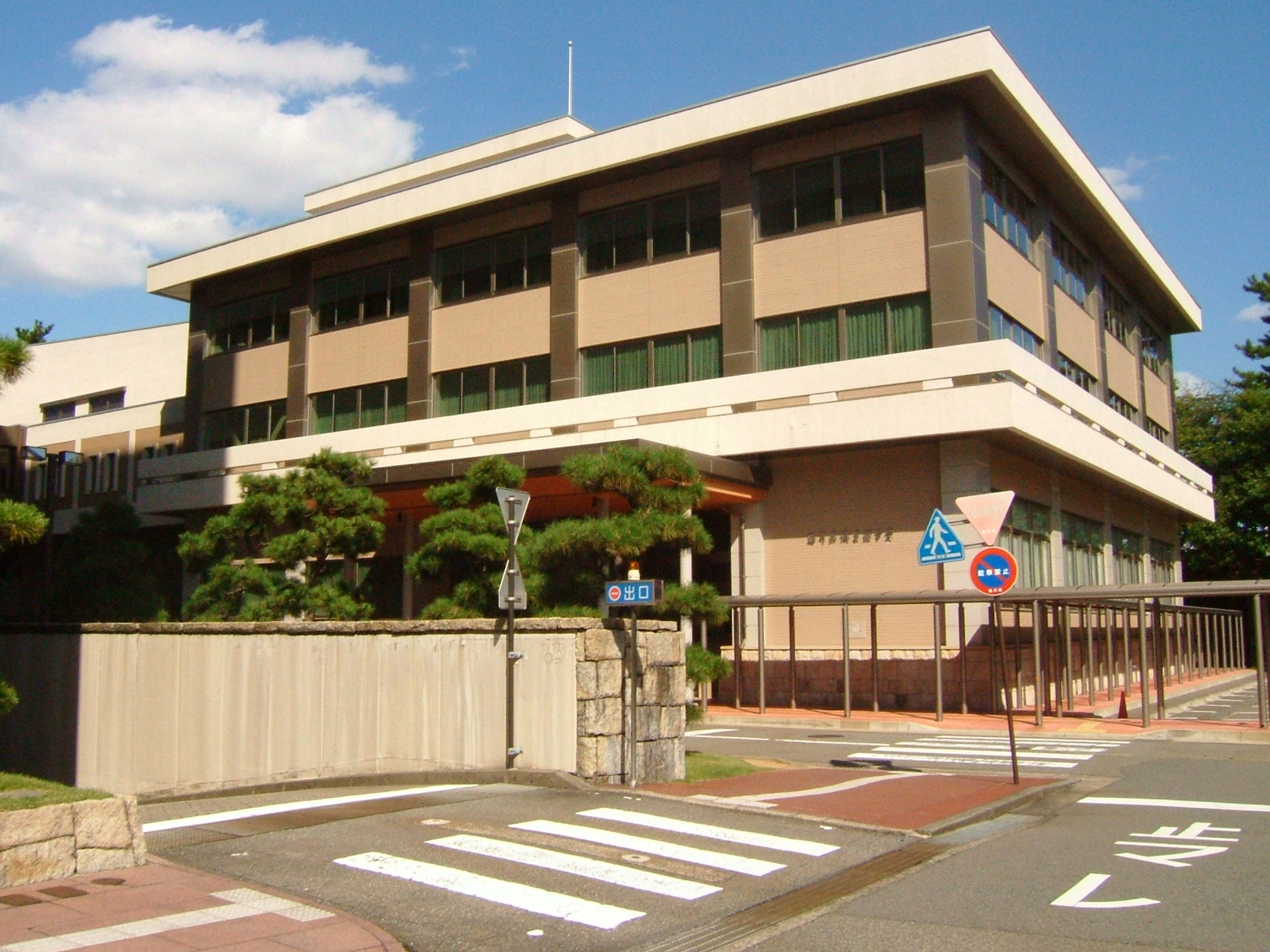
福井県議会議事堂

自由民主党に入党し、政治活動に携わる。1991年（平成3年）に三国町議会議員選挙にて当選し、政治キャリアを積む。その後、1999年（平成11年）の福井県議会議員選挙に坂井郡選挙区から立候補し、初当選を果たす。2003年（平成15年）の福井県議会議員選挙においても坂井郡選挙区から立候補し、2選目を果たす。2007年（平成19年）の福井県議会議員選挙からは坂井市選挙区から立候補しており、以降も連続当選を果たしている。福井県議会においては、会派「県会自民党」に所属している。2006年（平成18年）3月17日には、第93代副議長に選出された。また、2009年（平成21年）9月9日には、第91代議長に選出された。2020年代に入ってからも、産業委員会や予算決算特別委員会の委員長を兼務するなど、要職を歴任している。一方、自由民主党においては、福井県坂井市第四支部の支部長を務めている。また、自由民主党の福井県支部連合会においては、幹事長をはじめ、会長代行など要職を歴任しており、県政における党の重鎮の一人と目されている。2023年の福井県議会議員選挙に、7選を目指して自民党公認候補として出馬するも落選、反ワクチン・陰謀論などの発言が影響したと見られる。

## 政策・主張

### 福井県知事選挙
2019年（平成31年）4月の福井県知事選挙においては杉本達治の擁立に動き、杉本の選挙対策本部にて本部長を務めた。
福井県議会の会派「県会自民党」は、新人の杉本達治を支持する勢力と現職の西川一誠を支持する勢力の対立が深まり、最終的に西川を支持する勢力が会派を離脱する騒ぎとなった。こうした情勢の下で、自由民主党福井県支部連合会の幹事長であり、会派「県会自民党」の会長も兼任していた斉藤は、一貫して杉本を支援した。斉藤らは新人の杉本を推薦するよう自由民主党本部に要請したものの、本部から返答がないまま時間だけが過ぎていった。一方、現職の西川は、自由民主党幹事長の二階俊博との親密さをアピールしていたため、党員の間に疑心暗鬼が広がる結果となった。業を煮やした斉藤は、自由民主党本部で開催された全国幹事長会議の席上「11月に推薦要請して未だに返事がないことは理解できない」「党本部に対する不信感が蔓延している」などと主張し、二階ら執行部の対応を面前で批判した。その会議の6日後、杉本に対する自由民主党本部の推薦がようやく決定された。
新人の杉本達治に対する党本部の推薦を得たものの、現職の西川一誠を支援しようという党内の動きは後を絶たず、最終的に保守分裂選挙となった。選挙の結果、杉本が当選したため、一貫して杉本を支えてきた斉藤は「初当選に導いた立役者」と評された。当選確実の報が出た際には「上手くいって良かった。万一の場合は割腹自殺ものだと思った」と挨拶した。

### ワクチンは殺人兵器
2021年2月、斉藤は地元で議会報告の冊子「ほっとらいん」を配布したが、そのなかで「ワクチンは殺人兵器」「光（トランプ陣営）と闇（バイデン陣営）の聖戦では、光の勢力が闇の支配者（ディープ・ステート）に勝利したが、メディアは報道せず、人々を洗脳し闇の支配は続いている」「コロナ禍は『闇の支配者』によって、人口削減と人の支配のために意図的につくられた『偽装パンデミック』である」「バイデン親子は、国家反逆罪で、逮捕されており、多分、この世にはいません」等と主張をしている。ジョー・バイデンが逮捕されているなら今大統領として振る舞っているのは誰なのか、という点については「影武者というのがありました」「クローンが用意されるようです」「ゴム仮面をかぶって変装するというのがあります」という仮説を提示している。
その結果、福井県議会に苦情が寄せられる事態となり、全国紙などでも報じられる状況となった。『週刊文春』等メディアは「Qアノン陰謀論の影響が濃厚な主張」と指摘する論考を掲載した。
一方、斉藤の下には賛同する意見も次々に寄せられている。批判が殺到したのではと『朝日新聞』から質問された斉藤は「励まし、絶賛ばかりだよ。全国から」「議員生活で一番の反響だ。党からも何のおとがめもない」と述べている。さらに斉藤は「菅も麻生も逮捕された。今、表に出ているのはゴムマスクやクローンだ」「コロナのワクチンにはマイクロチップが入っていて、5G電波で操られる。打てば5年で死ぬ」「私が伝えることが真実だ。もうすぐみんなわかる」と述べるなど、改めて自説を展開している。

### ウクライナ避難民を「監視すべき」
2022年6月28日の県議会土木警察委員会で、ロシアによる侵略から避難してきたウクライナ避難民について「テロ組織に関わる人が来ている可能性がある」「県警として追跡をして監視すべきだ」と発言した。同委員会は7月6日、発言を議事録から削除することを決めた。県議会は3月、ロシアによるウクライナ侵略を非難する決議を可決している。

## 人物
愛読書として蓮如の『御文章』を挙げている。また、好きな作家として、山本周五郎、城山三郎、藤沢周平を挙げている。

## 略歴
- 1956年 - 誕生[14]。
- 1991年 - 三国町議会議員選挙当選[7]。
- 1999年 - 福井県議会議員選挙当選。
- 2003年 - 福井県議会議員選挙当選。
- 2006年 - 福井県議会副議長[5]。
- 2007年 - 福井県議会議員選挙当選。
- 2009年 - 福井県議会議長[5]。
- 2011年 - 福井県議会議員選挙当選。
- 2015年 - 福井県議会議員選挙当選。
- 2019年 - 福井県議会議員選挙当選
- 2023年 - 福井県議会選挙落選

## 関連人物
- 稲田朋美
- 杉本達治
- 二階俊博
- 西川一誠